# Carlos Morais José
Carlos Morais José (Lisboa, novembro de 1963) é um poeta, escritor, editor e jornalista, licenciado em Antropologia pela Faculdade de Ciências Sociais e Humanas da Universidade Nova de Lisboa. Reside em Macau desde 1990.
Foi jornalista do diário português O Século e do semanário O Independente. Desde que chegou a Macau, ainda com o território sob Administração Portuguesa, tem vindo a trabalhar em jornalismo, publicidade e edições.
É director do jornal diário Hoje Macau e responsável pelas editoras COD e Livros do Meio.
Em 2013, pela editora Livros do Meio, em Macau, e em 2014, pela editora Nova Vega, em Portugal, coordenou com António Graça de Abreu, a edição e publicação do livro "Quinhentos Poemas Chineses", numa celebração dos 500 anos desde que, pela primeira vez, Portugal e a China se conheceram, com a chegada de Jorge Álvares às terras do sul do Império do Meio.
Em 2023, lançou a revista trimestral Via do Meio, composta por textos da autoria de diversos sinólogos, tendo a cultura chinesa como foco central.
Com alguma da sua obra traduzida para inglês e chinês, Morais José participou em alguns festivais literários de onde se destacam o “Correntes d’Escrita” (fevereiro de 2017), tendo sido o primeiro autor de Macau que alguma vez se fez representar naquele evento, que se realiza desde 2000 na Póvoa do Varzim, em Portugal, e o Morabeza – Festival Literário de Cabo Verde (novembro de 2017).
Carlos Morais José foi o director de programação do Festival Literário de Macau – Rota das Letras.

## Obras publicadas
- "Porto Interior" (crónicas), 1992
- "A Coluna da Saudade" (crónicas), 1994
- "Caze - Um Caso de Ópio" (banda desenhada, com desenhos de Patrícia Fonseca),1997
- "A Morte são Quatro Noites" (ficção), 1998
- "Complexo de Édito" (editoriais), 2004
- "Macau – o Livro dos Nomes" (poesia), 2010
- "Anastasis" (poesia), 2013
- "Visitações" (poesia), 2013
- "Órphão" (publicação comemorativa do centenário da revista Orpheu), 2015
- "O Arquivo das Confissões - Bernardo Vasques e a Inveja" (ficção), 2016
- "Cartas ao Mundo Tal Qual o Conhecemos" (ficção), 2020
- "Ladrão de Tempo" (ensaios), 2020
- "O Comedor de Nuvens" (poesia), 2021
- "Nove Pontos na Bruma – Textos sobre a China" (ensaios), 2022
- "Macau – O Livro dos Nomes" (poesia) com fotografia de Sara Augusto, segunda edição, revista e aumentada, 2022[9]